# Gongora dylaniana
Gongora dylaniana är en orkidéart som beskrevs av Rod Rice. Gongora dylaniana ingår i släktet Gongora och familjen orkidéer.
Artens utbredningsområde är Colombia. Inga underarter finns listade i Catalogue of Life.